# Cucumeria
Cucumeria es un género monotípico  de orquídeas epifitas que tiene una única especie, Cucumeria cucumeris (Luer) Luer, Monogr. Syst. Bot. Missouri Bot. Gard. 95: 257 (2004) Es originaria de Panamá.
Este género fue considerado una vez como parte integrante de Pleurothallis  y, desde su publicación en el 2004, es un género segregado, aunque aún no está aceptado de forma unánime.

## Sinónimos
- Pleurothallis cucumeris Luer, Selbyana 5: 162 (1979).[1]